# ペンシルベニア級戦艦
ペンシルベニア級戦艦（ペンシルベニアきゅうせんかん、Pennsylvania-class battleships）は、アメリカ海軍の超弩級戦艦の艦級。2隻が就役した。

## 概要

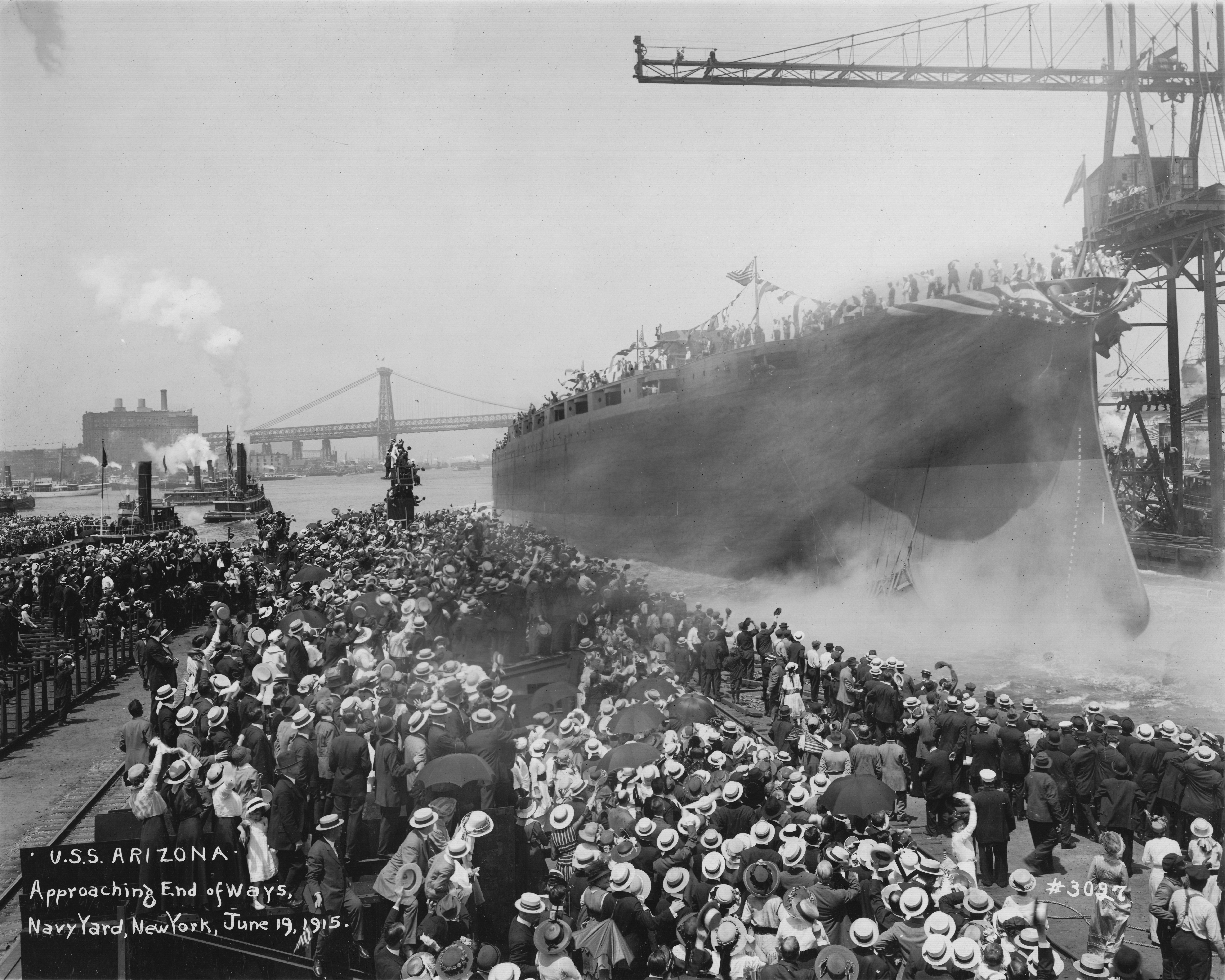
1915年に撮影された「アリゾナ」の進水式

ペンシルベニア級は1911年からアメリカ海軍が研究していた標準型戦艦に基づいて1912年にようやく設計がまとまり、1913年度計画において2隻の整備が企画されたが、前級よりも建造予算がかかったために2番艦を建造するには1914年度計画で議会の承認が得られてからであった。ペンシルベニア級の基本設計はネバダ級戦艦の改良型といえるものであり、船体長および排水量は1割ほど増加し、船体が拡大できたために武装は計画通りに45口径14インチ主砲は2門が追加されて12門を搭載する事が出来た。また艦幅が広がった事により直結タービンを前級の2軸から4軸推進となり僅かながら高速化することができた。また副砲として51口径5インチ砲が舷側に装備されたが、波の影響を受けることが判明するとそれらは撤去されることとなった。アメリカ海軍の評価として対抗性、居住性に優れ評判の高い艦級だった。
前級のネバダ級の砲撃力と復原性を更に高めたものとして艦隊側の評価は非常に高く、ユトランド沖海戦の戦訓から水平防御がやや脆弱とされたが、同年代の対象国戦艦級に比べやや劣速だが攻撃力は同等、防御力で三連装砲塔採用による集中防御が功を奏している事を含め勝っており、本艦の方が戦艦として優れていると評価される事が多い。
ペンシルベニア級はアメリカ海軍における「標準型戦艦」コンセプトの一部であった。その設計概念は、アメリカ海軍において低速部隊と高速部隊の包括的な運用を可能とするための重要なものであった。「標準型」の概念は長距離射撃、21ノットの速度、700ヤード(640m)の回転半径およびダメージ・コントロールの改善が含まれていた。この「標準型」にはネバダ級、テネシー級、ニューメキシコ級およびコロラド級が含まれた。本級の就役により日本海軍の扶桑型戦艦から世界最大の戦艦の座を奪還した。

## 艦形

### 就役から第一次世界大戦時

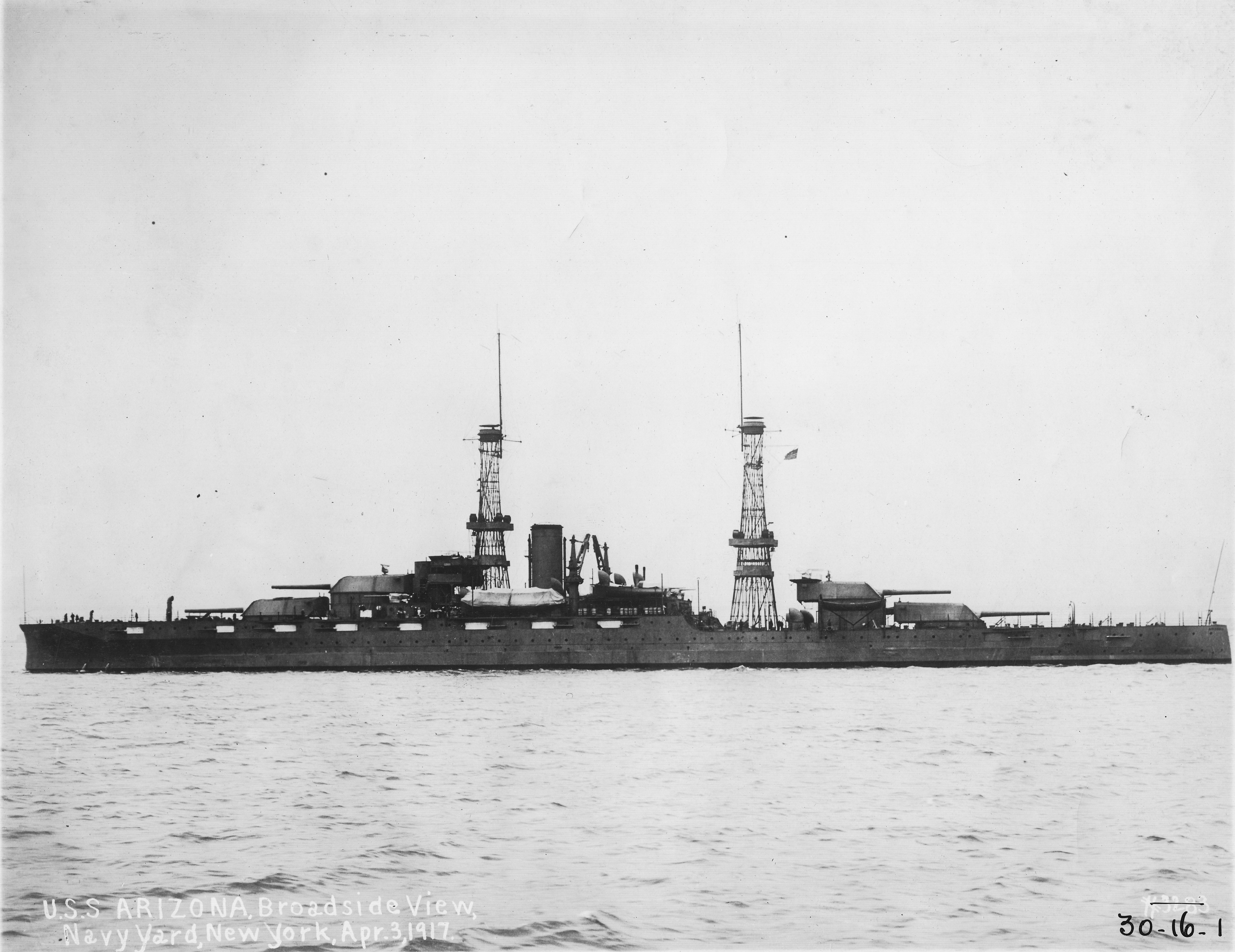
1917年4月に撮影された「アリゾナ」。まだ副砲の艦首と艦尾の一部が閉塞されていない。前後マスト上の見張り所は屋根の付いた簡素な物で、マスト中段に探照灯台のつくシンプルな物

本級の船体形状は長船首楼型船体に改められた。同時期のイギリス戦艦と同様に艦首水面下に浮力確保用の膨らみを持つ艦首から艦首甲板上に「1914年型 35.6cm（45口径）砲」を三連装砲塔に収め、1番・2番主砲塔を背負い式配置で2基を配置した。2番主砲塔の基部から甲板よりも一段高い艦上構造物が始まり、その上に司令塔と操舵艦橋が立つ。艦橋の背後からこの当時のアメリカ海軍の大型艦の特色である籠状の前部マストが立ち、司令塔と前部マストを基部として上から見て五角形状の船橋が設けられていた。前部マストの下部に航海艦橋、頂上部に露天の見張り所を持つ。
船体中央部に1本煙突が立ち、その周囲は艦載艇置き場となっており、船体中央部にクレーンが片舷1基ずつ計2基により運用された。クレーンの基部で船首楼が終了し、甲板一段分下がった後部甲板上に頂上部に露天の見張り台が置かれた籠状の後部マストが立ち、3番・4番主砲塔が背負い式配置で2基配置された。ペンシルベニア級の副砲である12.7cm（51口径）速射砲は1番主砲塔側面から4番主砲塔の後方にかけて舷側に開口部を設けてケースメイト（砲郭）配置で片舷10基ずつと甲板上に片舷1基ずつの計22基を配置したが、最も艦首に近い2基と艦尾の4基は開口部から波浪が侵入して使い物にならないばかりか浸水被害を齎したために撤去された。他に近接火器としてMark 10 7.62cm（50口径）速射砲4基を搭載した。

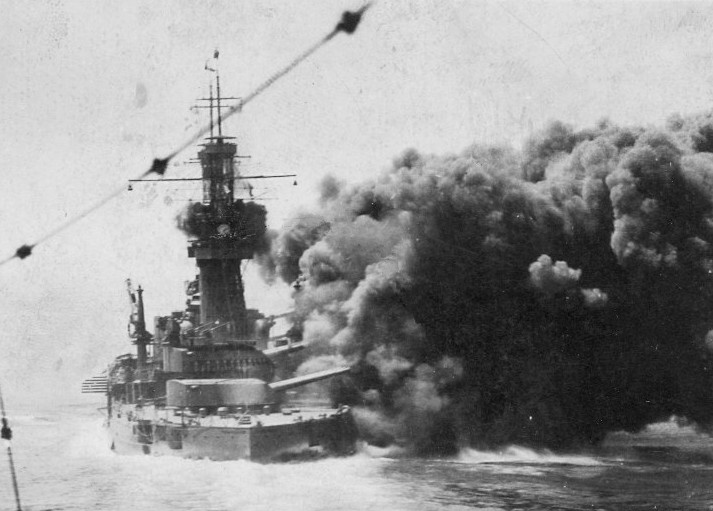
主砲訓練中の「ペンシルベニア」

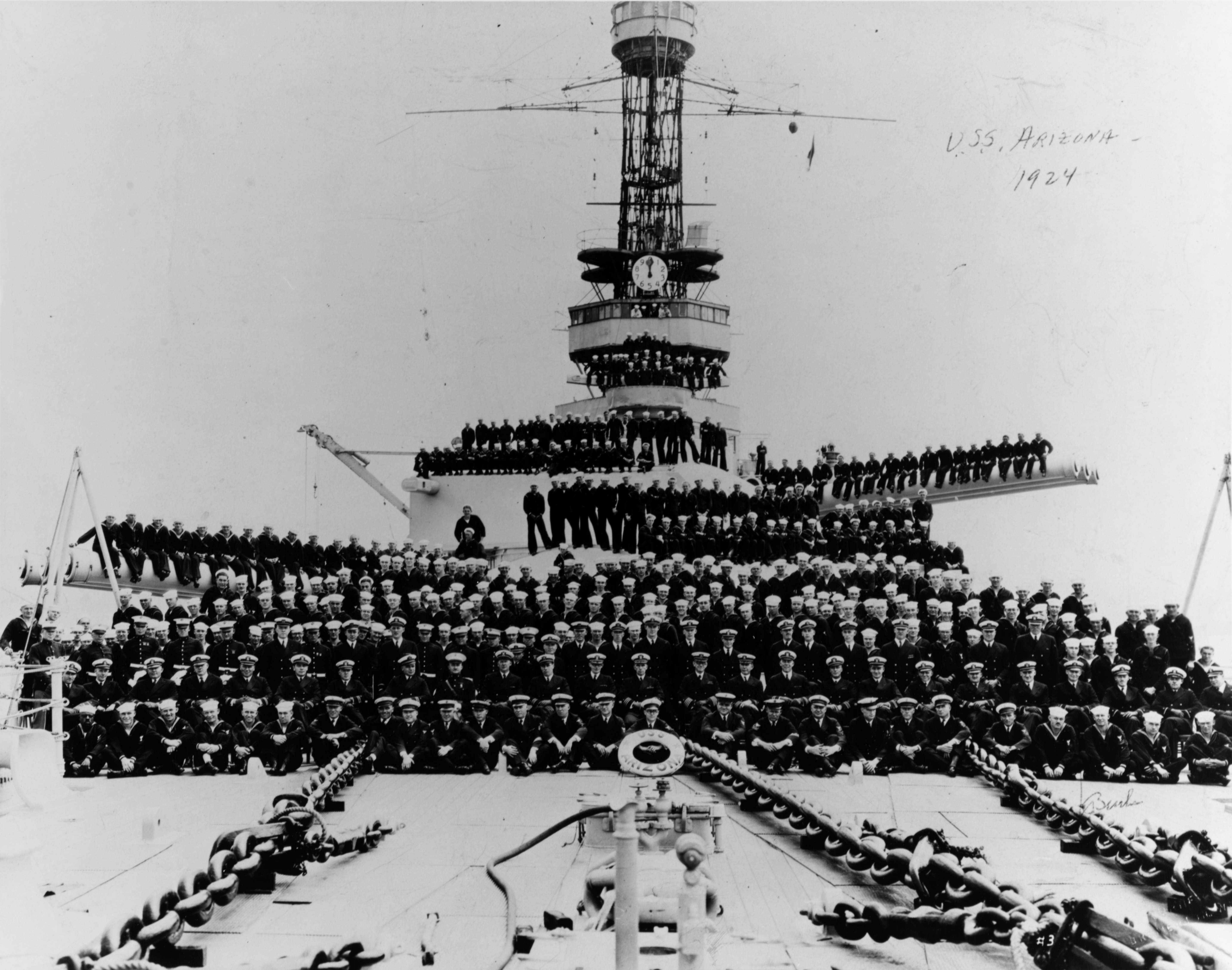
1924年時の「アリゾナ」

なお、副砲撤去と同じ頃の1919年に飛行船による航空爆撃の危険性が示唆されたためにMark 1 7.6cm（50口径）高角砲を装備する事とし、甲板上に単装砲架で計4基を配置した。これは1920年代に本級は7.6cm高角砲6基を追加して10基となった。1925年より弾着観測用に水上機1機を運用するためにカタパルトを3番主砲塔上に設置した。

### 海軍休日時代

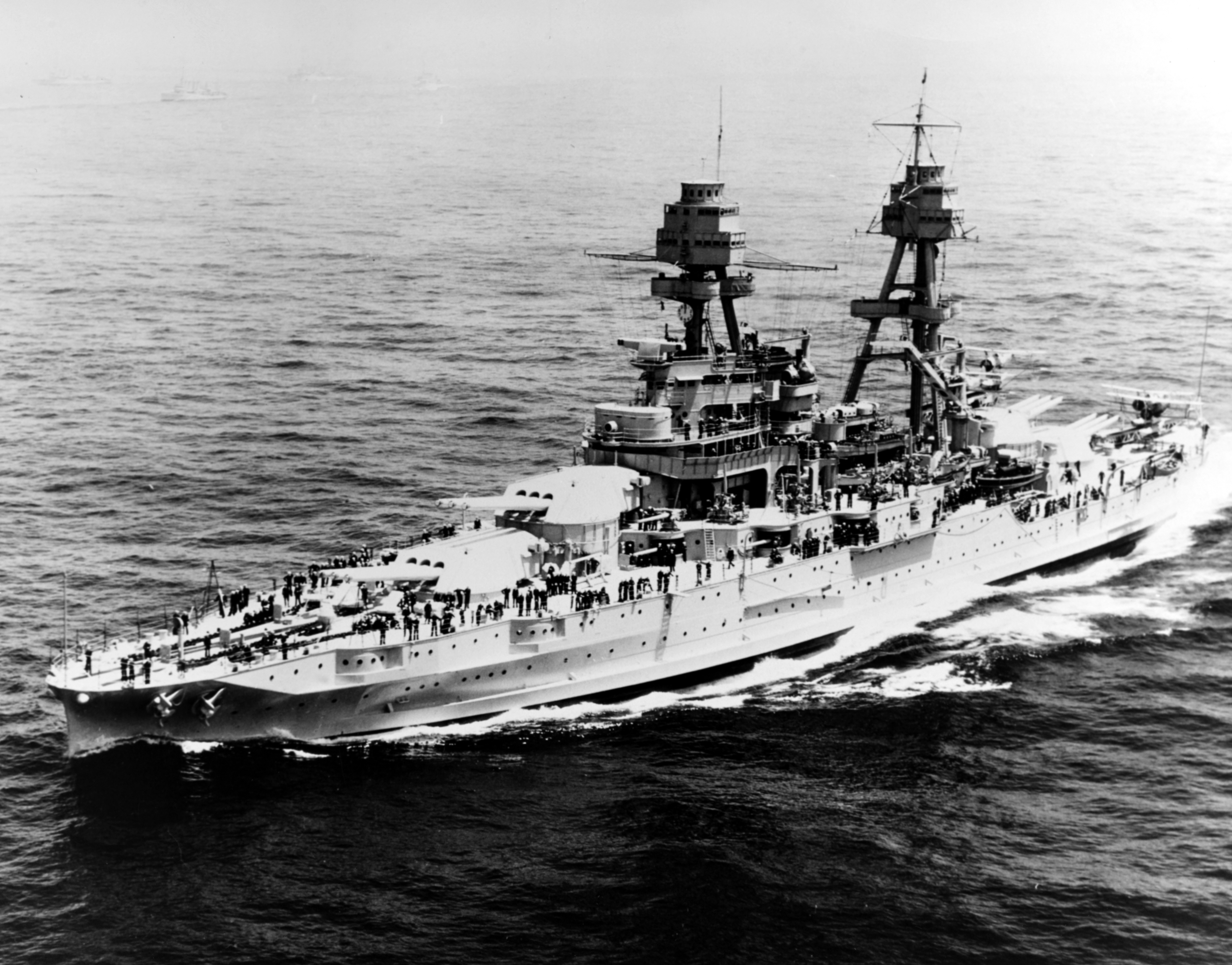
1934年に撮影された「ペンシルベニア」。マストは三脚式に更新され、大型の射撃方位盤室が前後マスト上に乗っている。前側に付いた時計状の物は僚艦に射撃データーを表示するレンジ・クロック

ペンシルベニア級は第一次世界大戦後の1929年から1931年にかけてワシントン軍縮条約で定められた範囲で近代化改装を受け、アメリカ戦艦の特色であった籠状の前後マストは強固な三脚式へと更新され、頂上部の露天の見張り所は新たに射撃方位盤室を載せた2段の密閉型見張り所が設けられた。小型で使い勝手の悪かった艦橋は箱型の大型な物へと増築された。

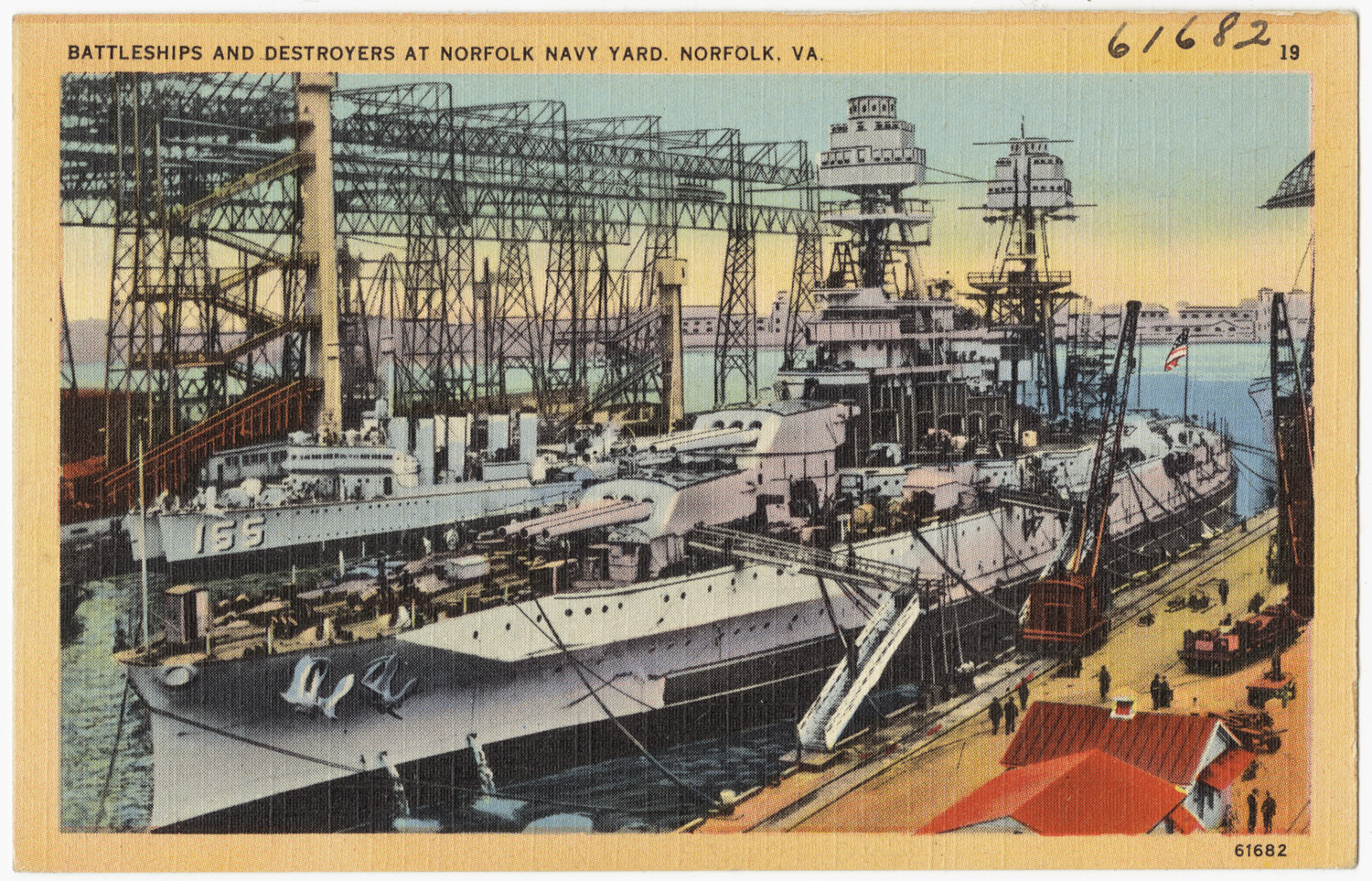
ノーフォーク海軍工廠にて近代化改装を受ける「アリゾナ」の着色絵葉書

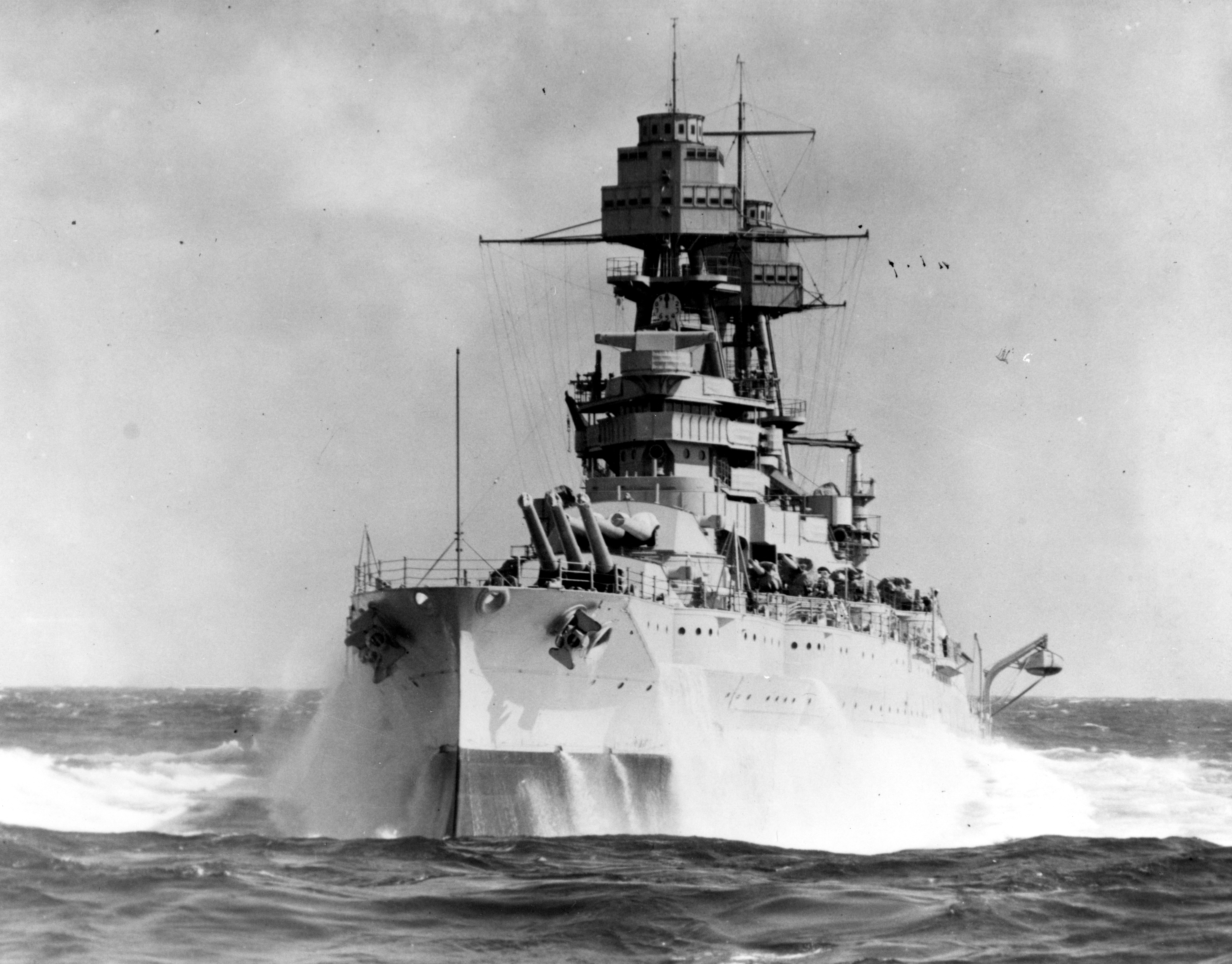
1930年代に撮影された「アリゾナ」。1番主砲塔の砲身に仰角をかけながら航行中で、船体に追加されたバルジの形状が良く判る

武装面においては条約により主砲の増大を認められていなかったので、主砲塔を改良して仰角を30度まで引き上げると共に、副砲以下の備砲に改良が加えられた。第一次大戦時の戦訓により、波浪が吹き込む舷側ケースメイトは閉塞され、新たに甲板上に増設された上部構造物の側面部に片舷5基ずつと2番主砲塔の側面部に片舷1基ずつ計12門が移設された。弾着観測用の水上機運用のためにクレーンは大型化し、船首楼の後部に片舷1基ずつ設置されたほか、艦尾甲板上に設置されたカタパルトの側にも1基が設置されて計3基となった。これらの改装によるトップヘビーを防ぐためと対水雷防御改善のために1番主砲塔側面から4番主砲塔側面にかけて水線下にバルジを装着されて艦幅は32.4mとなった。

### 第2次世界大戦時

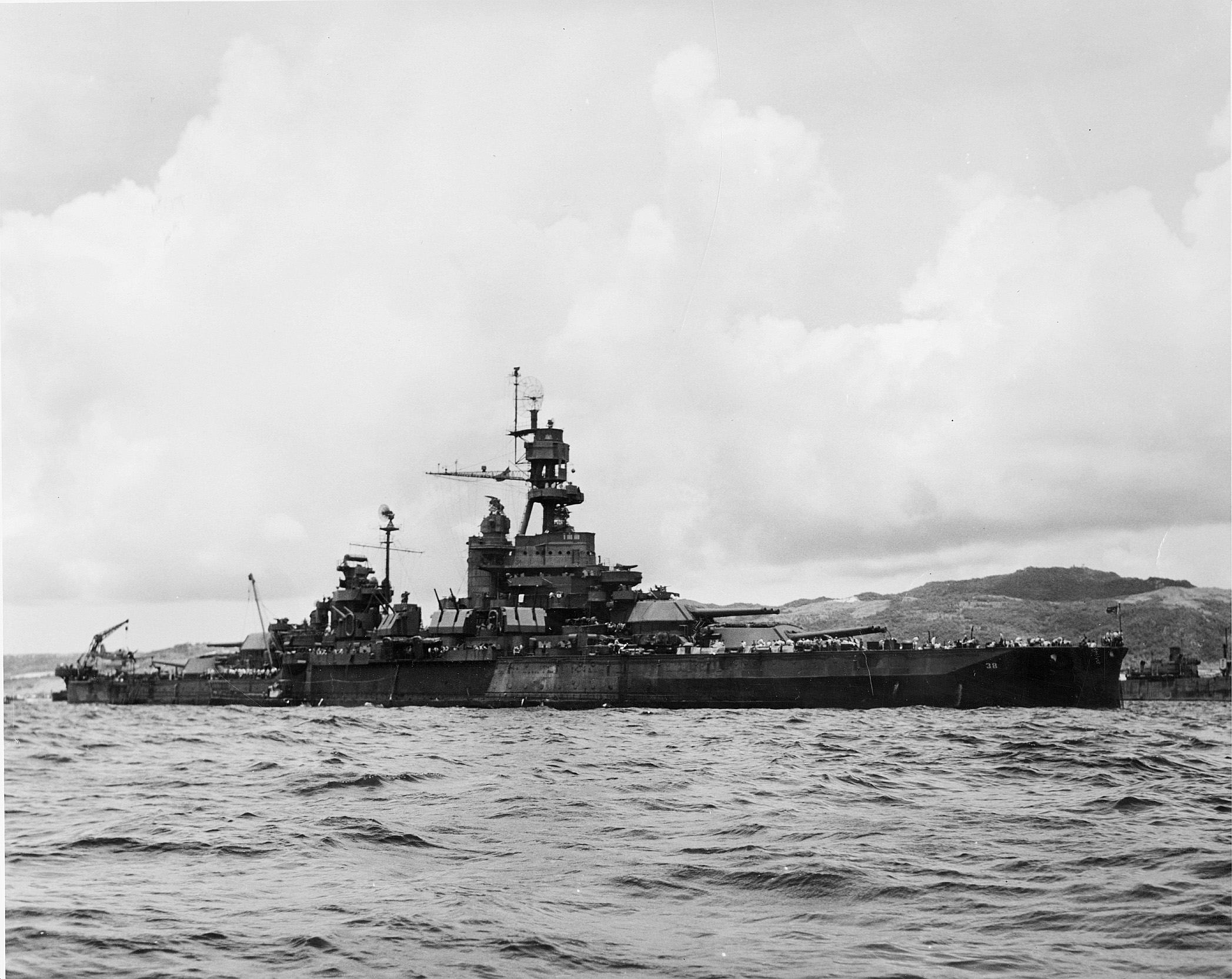
1945年時の「ペンシルベニア」

真珠湾攻撃後に復旧された「ペンシルベニア」の艦橋構造は更なる大型化を施され、前部マストは頂上部に見張り所とアンテナを載せた軽量な三脚式とし、測距儀や射撃方位盤は箱型の艦橋の上部に移設された。煙突の位置は煤煙が前部マストに逆流するのを防ぐため、三脚マストの間を抜けるように接近されて少しでも煤煙を後方に逃すため筒状のファンネルキャップを後方に傾けて装着した。後部マストはレーダーアンテナを載せた小型の三脚マストが設置され、射撃照準装置は代わりに大型化した後部艦橋に移設された。射撃レーダーも最新のMark8に更新された。対空警戒レーダーも前部艦橋の頂上部にSGレーダーアンテナが、後部艦橋上にSCレーダーが設置された。これら艦橋構造が大型化したため、機関復旧時に煙突は2本煙突から、艦橋に接続した1本煙突に変更となった。
武装面においては対空火器も12.7cm（38口径）高角砲を連装砲架で舷側甲板上に片舷4基ずつ計8基、近接火器としてボフォース 4cm（56口径）機関砲を上部構造物の周囲に四連装砲架で8基、エリコン 2cm（76口径）機関砲を単装砲架で16丁搭載した。この改装により満載排水量は35,400トンに達した。

## 兵装

### 主砲

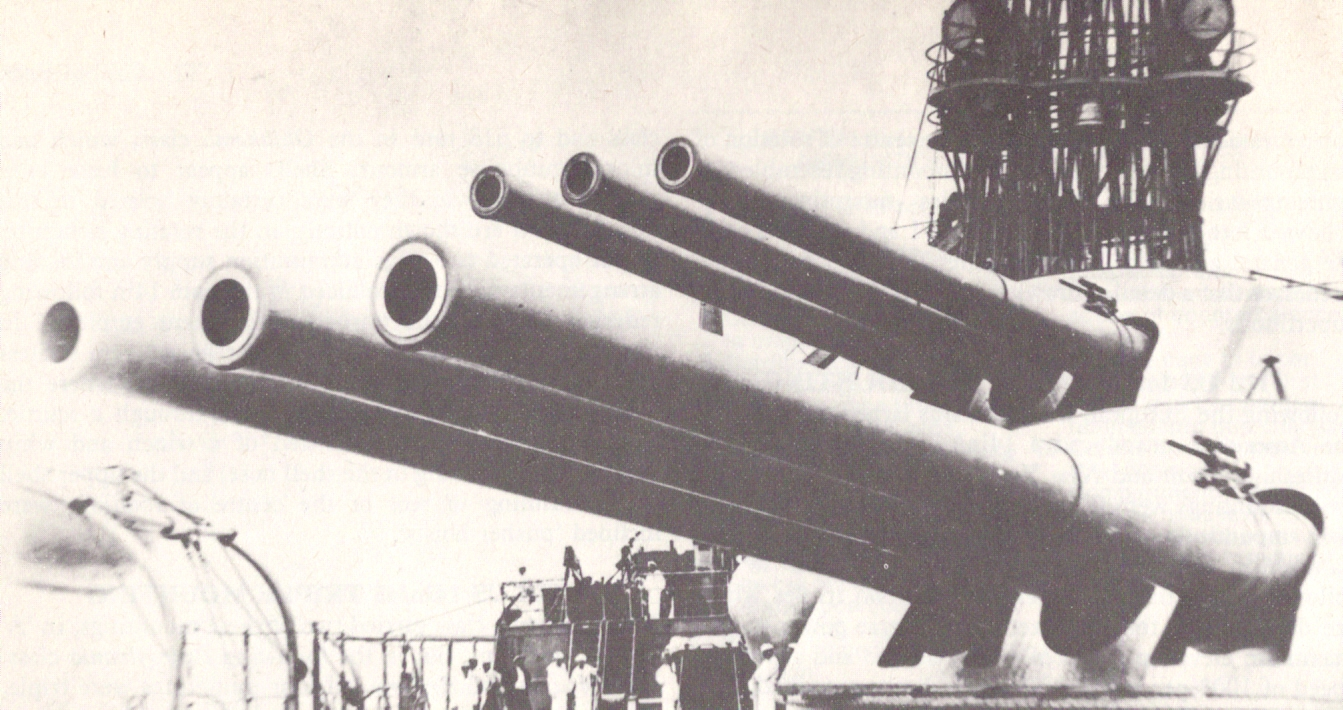
就役時の「ペンシルベニア」の35.6cm三連装砲塔

ペンシルベニア級の主砲は前級に引き続きMark 5 1914年型 35.6cm（45口径）砲を採用した。その性能は重量635kgの主砲弾を最大仰角15度で射距離21,030mまで届かせる事ができる性能で、射距離18,290mで舷側装甲170mmを、射距離10,920mで302mmを貫通できる性能であった。これを新設計の三連装砲塔4基に納めた。砲塔の俯仰角能力は仰角15度・俯角5度で旋回は首尾線方向を0度として左右150度の旋回角度を持っていた。発射速度は毎分1.75発であった。

### 副砲、その他武装等

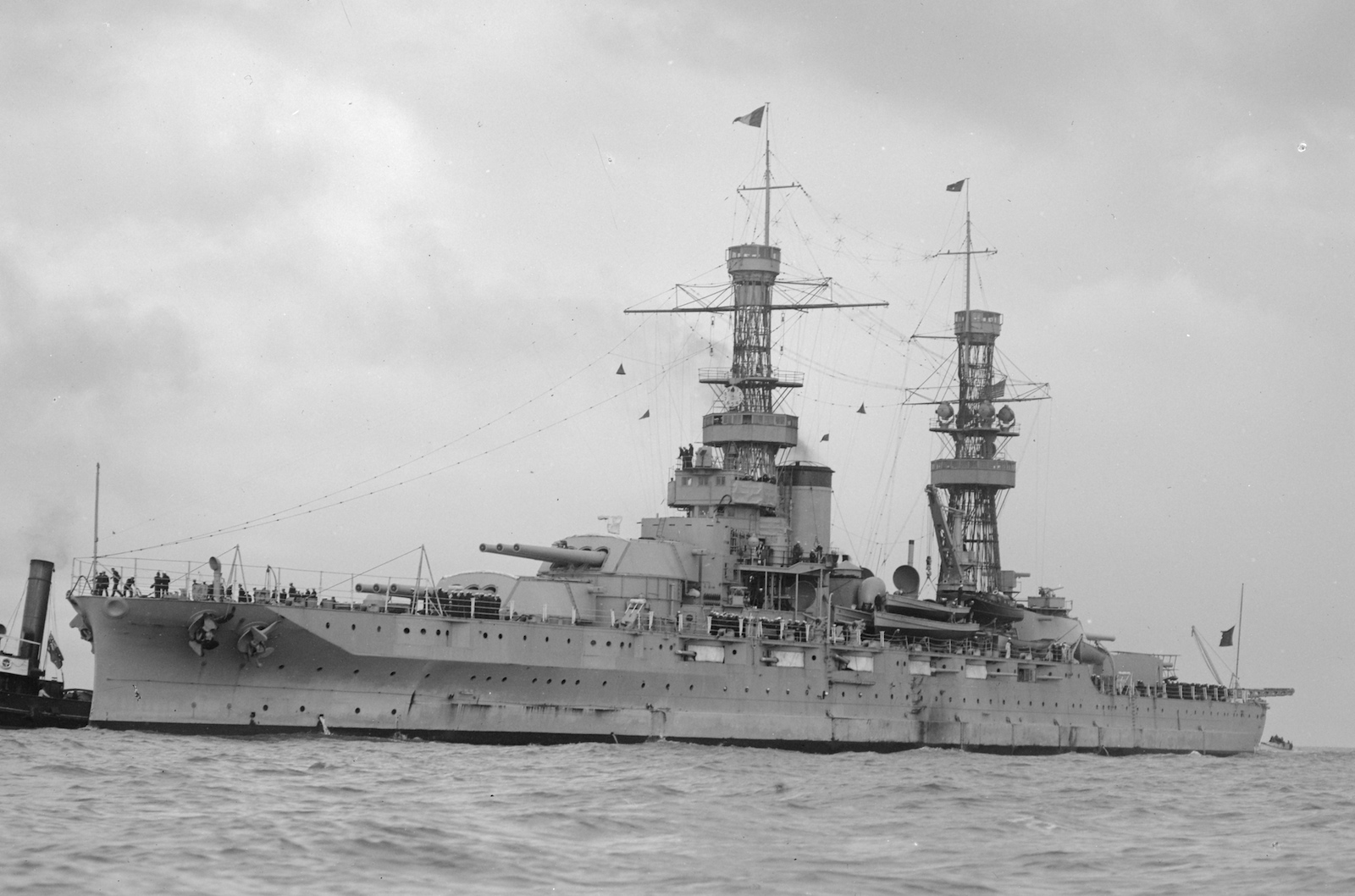
1925年時にメルボルンで撮られた「ペンシルベニア」。戦訓に基づいてマスト上の見張り所が密閉化され、測距儀が装備されている

ペンシルベニア級の副砲は前級に引き続きMark 7 1911年型 12.7cm（51口径）速射砲を採用した。その性能は重量22.7kgの砲弾を最大仰角15度で射距離12,850mまで届かせる事ができる性能であった。発射速度は毎分8～9発、砲身の仰角は15度・俯角10度で動力は人力を必要とした。射界は露天では300度の旋回角度を持っていたが実際は舷側配置のために射界は制限があった。
対空火器として「Mark 10 1914年型 7.6cm（50口径）高角砲」を採用した。その性能は重量5.9kgの砲弾を最大仰角85度で最大射高9,270mまで届かせる事ができる性能であった。発射速度は毎分15～20発、砲身の仰角は85度・俯角15度で動力は人力を必要とした。射界は露天では360度の旋回角度を持っていたが実際は上部構造物により射界は制限があった。その他に対艦攻撃用に53.3m水中魚雷発射管を単装で2基を装備した。

### 就役後の武装変換

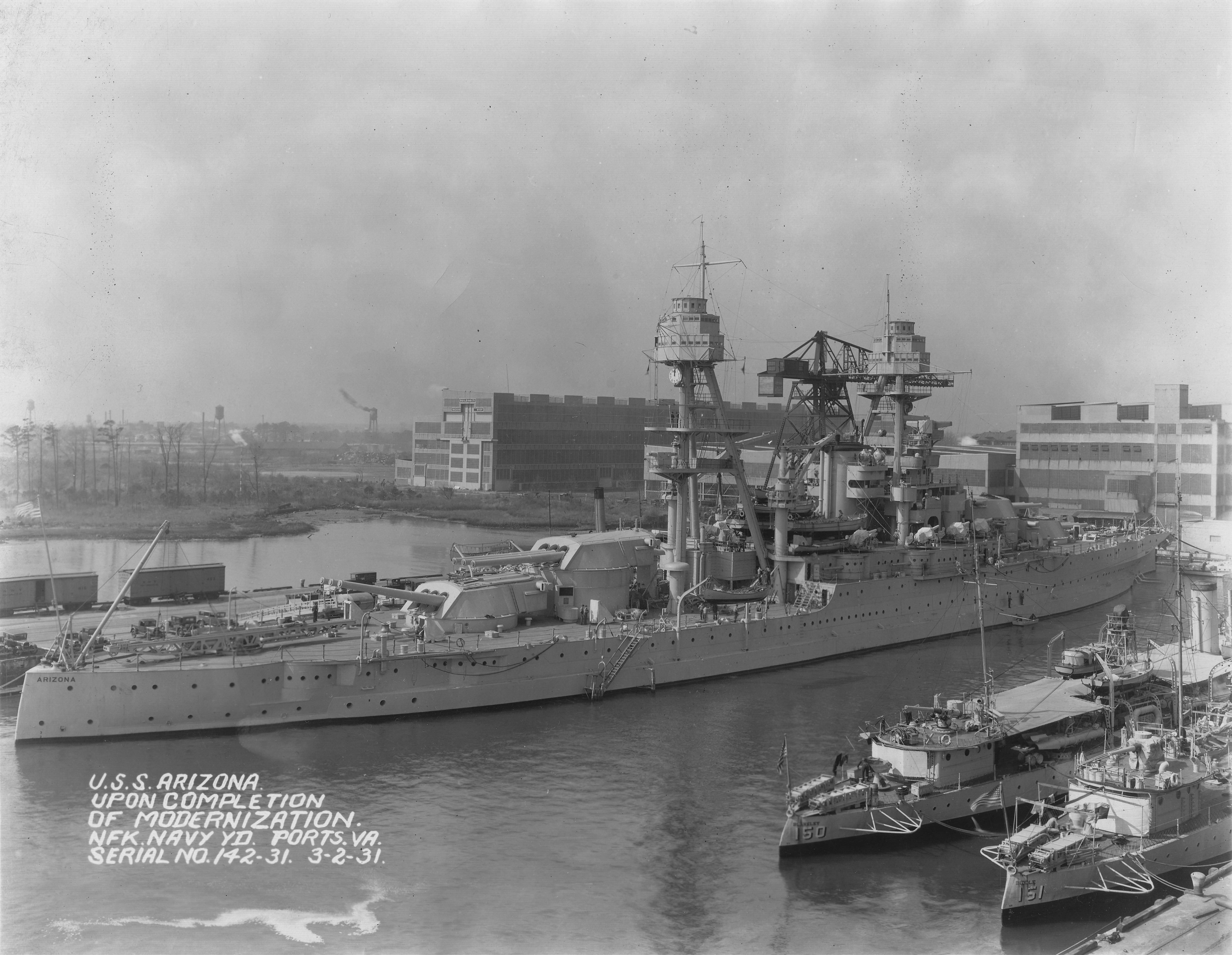
新型砲塔を搭載した「アリゾナ」。舷側部甲板上にキャンバスがかけられた12.7cm（25口径）高角砲が見える

1930年代の第一次近代改装の際に、主砲は新型砲塔のMark 10 1933年型 35.6cm（45口径）砲に更新された。その性能は重量680.4kgの主砲弾を竣工時の倍の仰角30度で射距離31,360mまで届かせる事ができる性能で、射距離21,400mで舷側装甲305mmを、射距離10,520mで457mmを貫通できるなど大幅な貫通力向上であった。砲塔の俯仰角能力は仰角30度・俯角5度で旋回は首尾線方向を0度として左右150度の旋回角度を持っていた。発射速度は毎分1.75発である。
この時に高角砲は新型のMark 17 12.7cm（25口径）高角砲に更新された。その性能は重量24.43kgの砲弾を仰角85度で最大射高8,352mまで、仰角45度で最大射程13,259mまで届かせる事ができるこの砲を単装砲架で装備した。砲架の仰角は85度・俯角15度で動力は人力を必要とした。発射速度は毎分15～20発、砲身の射界は300度の旋回角度を持っていたが実際は上部構造物により射界は制限があった。

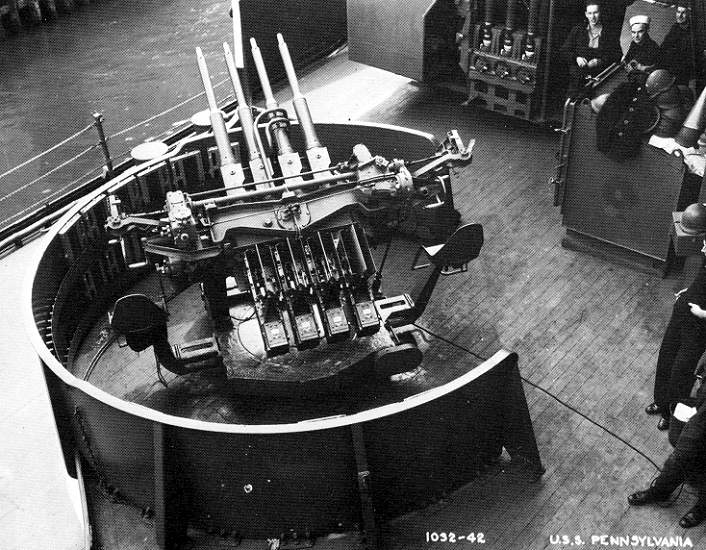
「ペンシルベニア」に搭載された2.8cm四連装機関砲

就役後に近接対空用にブローニング社の「ブローニング 12.7mm（90口径）機関銃」が追加されたのに伴い、新型の機関砲として「Mark 1 2.8cm（75口径）機関砲」が採用された。その性能は重量416gの砲弾を仰角90度で最大射高5,791mまで、仰角40.9度で最大射程6,767mまで届かせる事ができる機関砲を四連装砲架で装備した。砲架の仰角は115度・俯角15度で動力は人力を必要とした。発射速度は毎分150発、砲身の射界は露天では360度の旋回角度を持っていたが実際は上部構造物により射界は制限があった。

### 最後の大改装

1941年に大破着底した「アリゾナ」の主砲塔を解体中の写真。主砲塔内の構造が良く判る

ペンシルベニア級の副武装は全て撤去され、新たに新戦艦に採用されていたMark 12 1934年型 12.7cm（38口径）両用砲を採用した。その性能は重量24.5kgの砲弾を仰角45度で射距離15,903mまで、最大仰角85度で最大射高11,887mまで届かせられ、射程4,940mで舷側装甲102mmを貫通できる事ができる性能であった。発射速度は毎分12～15発、砲身の仰角は85度・俯角15度で動力は主に電動で補助に人力を必要とした。射界は舷側方向を0度として前後に150度の旋回角度を持っていたが実際は舷側配置のために射界は制限があった。これを片舷4基ずつ計8基を搭載した。

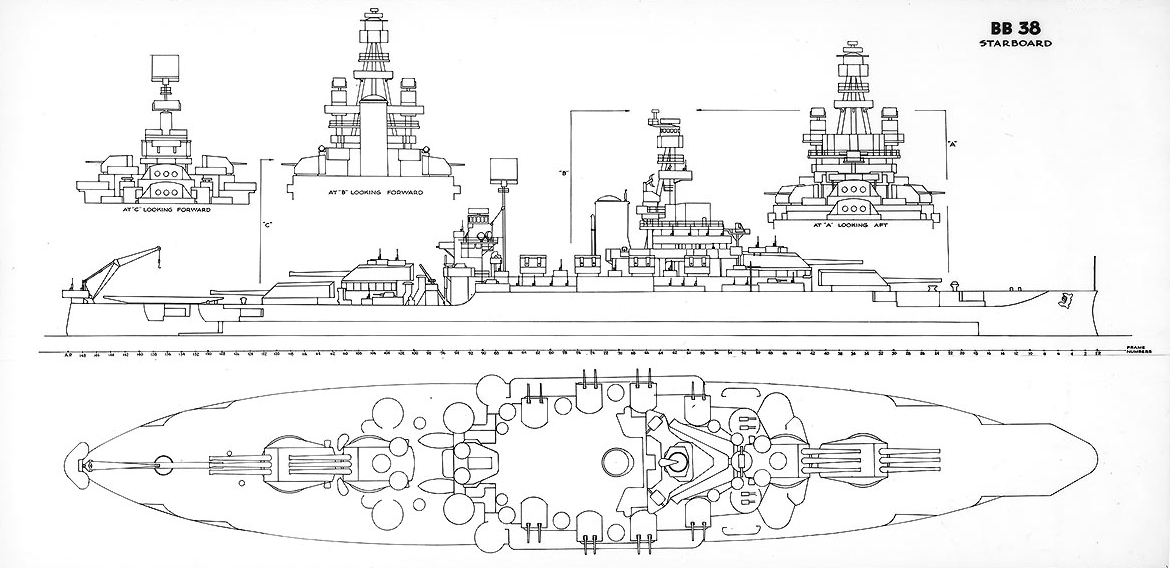
1943年の改装時の「ペンシルベニア」の武装配置図

他に近接対空火器としてボフォース 4cm（56口径）機関砲を四連装砲架で装備した。他にエリコン社製2cm（76口径）機銃を初期は単装で後期には連装砲架で搭載した。

## 機関
ペンシルベニア級の機関配置はニューヨーク級の物を踏襲しており、大きな変化はない。ボイラー室は3室に分かれており、1室あたりボイラー4基が並列に並べられた。その後ろに縦隔壁により2室に区切られた機械室が設けられ、1室あたり推進器2基が設置された。
ボイラーの形式はバブコック・アンド・ウィルコックス式重油専焼水管缶12基だが、タービン機関の形式は比較研究のために姉妹艦で別の形式が採用されており「ペンシルベニア」はカーチス式直結タービン2組4軸で最大出力31,500馬力、「アリゾナ」はパーソンズ式直結タービン2組4軸で最大出力34,000馬力である。重油2,300トンを搭載して速力10ノットで8,000海里を航行できると計算された。
1930年代の第一次近代化改装時にボイラーとタービン機関が更新されたが、ワシントン海軍軍縮条約により廃艦となったコロラド級戦艦「ワシントン」や未成となったサウス・ダコタ級用に製造された物を流用しているために姉妹艦で別々の機関形式となっており「ペンシルベニア」はホワイト・フォスター式5基とビューロー・エクスプレス式1基にウエスチングハウス式ギヤード・タービン4基4軸推進、「アリゾナ」はビューロー・エクスプレス式6基にパーソンズ式とウエスチングハウス式ギヤード・タービンを2基ずつ計4軸推進となった。最大出力は32,000馬力で速力は21ノットのままだが、ギヤード・タービンの採用で巡航時の燃費が向上して速力10ノットで19,900海里を航行できるとされた。1943年の損傷復旧時に燃料搭載量が増加し、15ノットで13,660海里を航行できるとされた。

## 防御

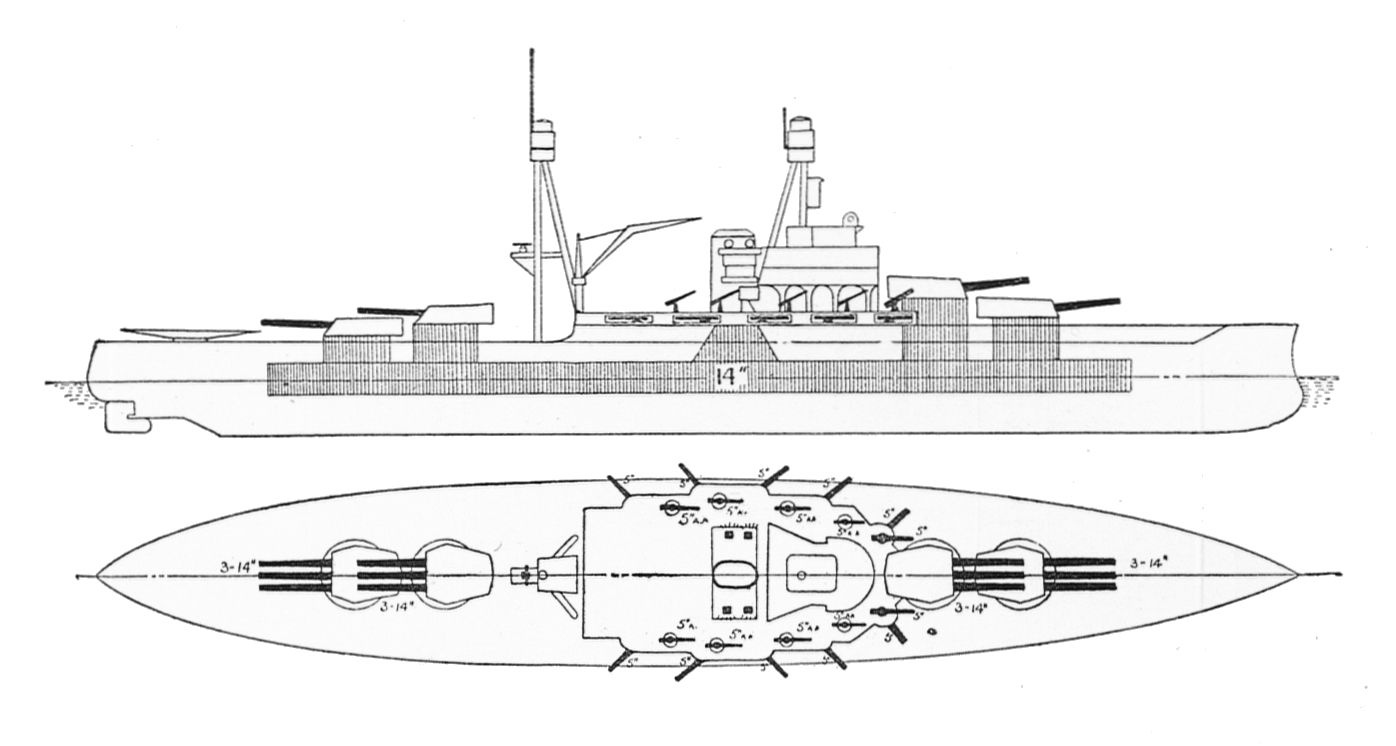
近代化改装後の「ペンシルベニア」の武装・装甲配置図

ペンシルベニア級の舷側装甲帯は1番主砲塔から4番主砲塔の弾薬庫を防御すべく長さ125m・高さ5.3ｍの範囲を防御した。水線部装甲は前級と同じく343mmで、上側343mm、下側203mmとテーパーしている。水線下防御はあまり重視されておらず、1層式の重油タンクと38mm厚の装甲板で浸水を止める考えで艦底部のみ三重底であった。
水平甲板の装甲は舷側装甲と接続した主甲板装甲で敵弾を受け止め、剥離した装甲板の断片（スプリンター）を下甲板で受け止める複層構造とした。主甲板が最厚部で63～76mm、下甲板が38mmで水線部装甲と接続する部分は傾斜している。また、ペンシルベニア級から煙突の基部から敵弾が突入するのを防ぐため、機関区の煙路基部に343mmの垂直装甲が施されている。主砲塔の装甲は三連装砲塔は前盾は457mm、側盾254mm、後盾229mm、天蓋127mmと重装甲だった。
1930年代の第一次近代化改装時に戦訓により甲板防御と水雷防御の強化が行われ、甲板防御は120mmへと強化された。水雷防御面では前述した機関の換装に伴う機関スペースの減少により、機関区に1層分の防御層が追加されて2層構造となった。更に水雷防御と断片防御のために38mmから76mmへと装甲板への厚みが増した。その他に司令塔の天蓋に追加装甲で102mm装甲が張られた。

## 艦歴
1916年から1918年にかけて本国艦隊に所属したペンシルベニア級は西部大西洋で活動した。第一次世界大戦時のアメリカは1917年より連合軍の一員となったが、イギリスの燃料事情を考えたアメリカ海軍は石炭と重油を使用する旧式戦艦のみを派遣し、重油しか使えないペンシルベニア級は1918年11月の休戦直後にヨーロッパを訪問し、その後はアメリカ海軍の主力として活躍した。
1929年から1931年にかけて改修が行われ、主砲仰角の改善、三脚マスト上に射撃管制装置を装備し艦載機用カタパルトが装着された。副砲も改良され、艦砲、爆弾及び魚雷に対する装甲も強化された。艦隊旗艦任務が与えられた「ペンシルベニア」は拡大された装甲司令塔が装備された。艦載機による砲撃観測が行われ長距離射撃が可能となると、ペンシルベニア級はその主力としての役割を果たすこととなった。

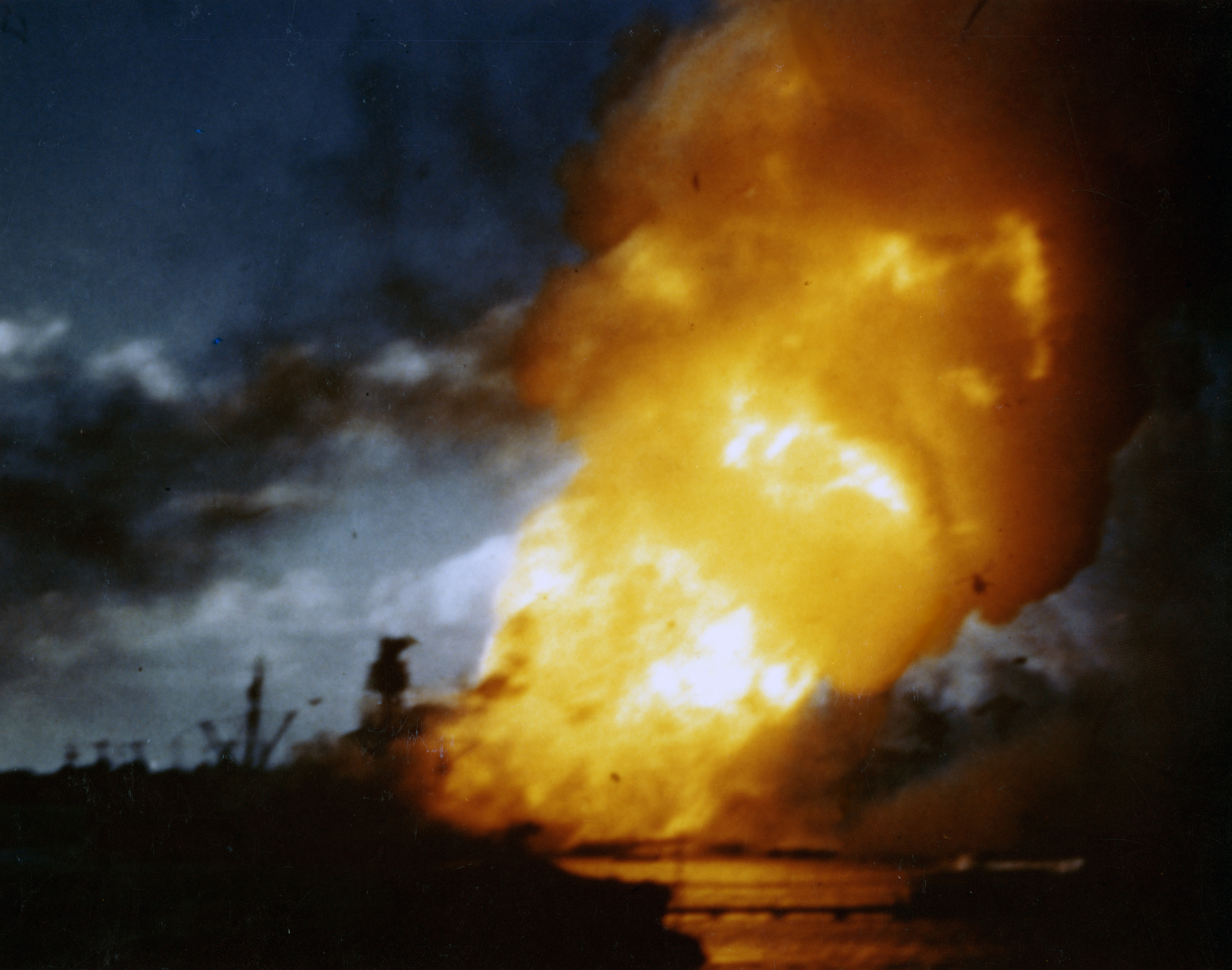
炎上する「アリゾナ」
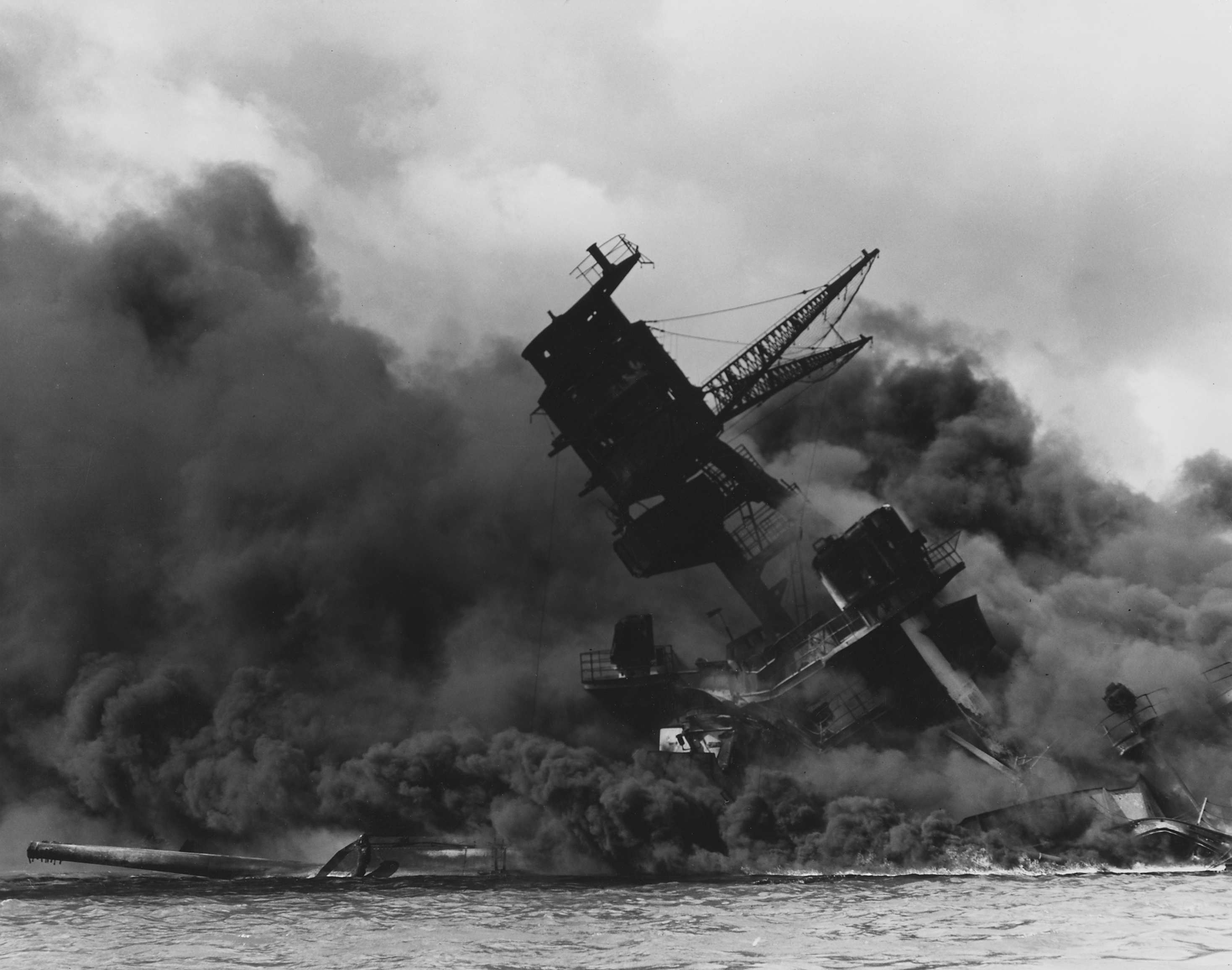
弾薬庫に引火して炎上する「アリゾナ」
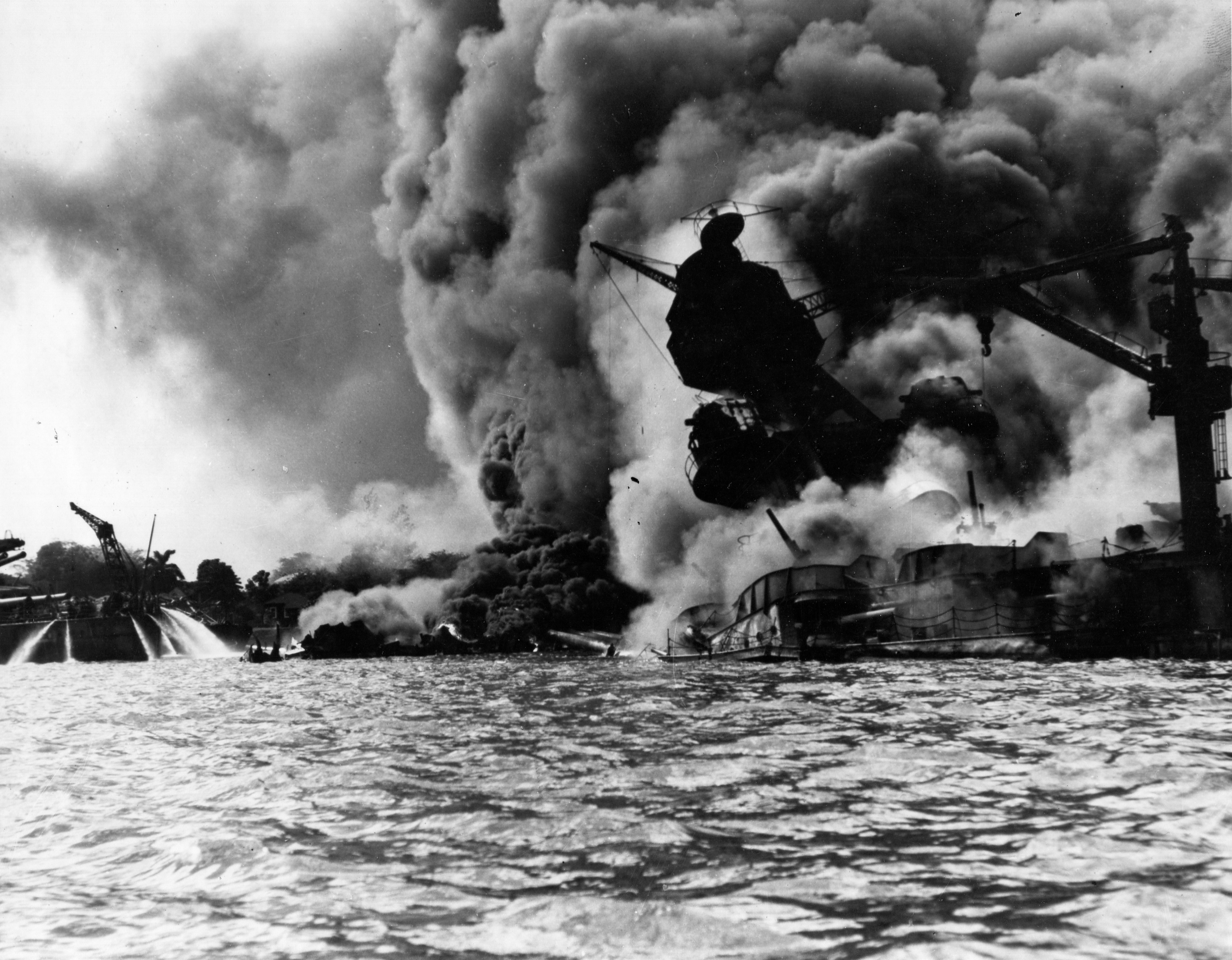
炎上中の「アリゾナ」
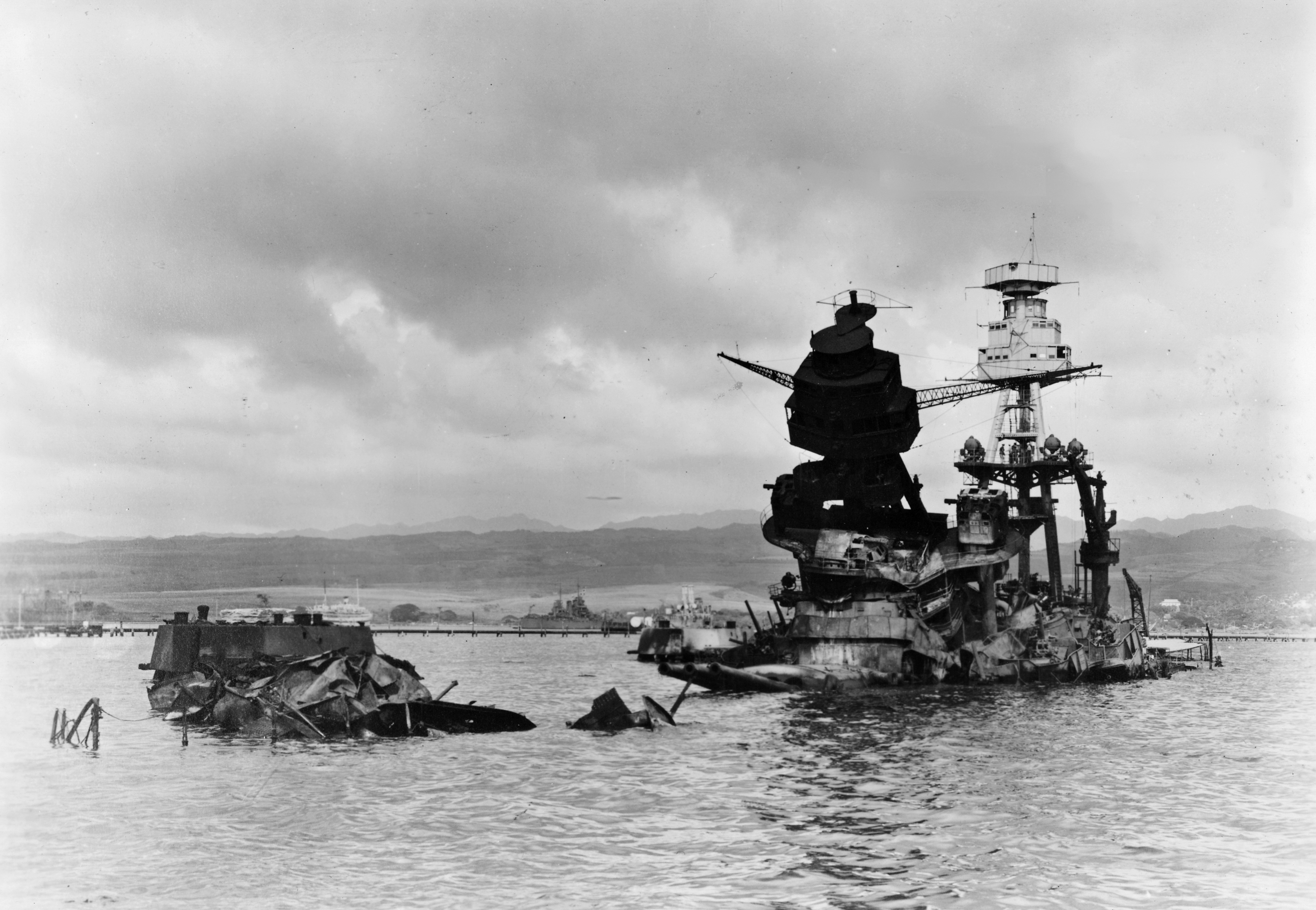
焼け残った「アリゾナ」
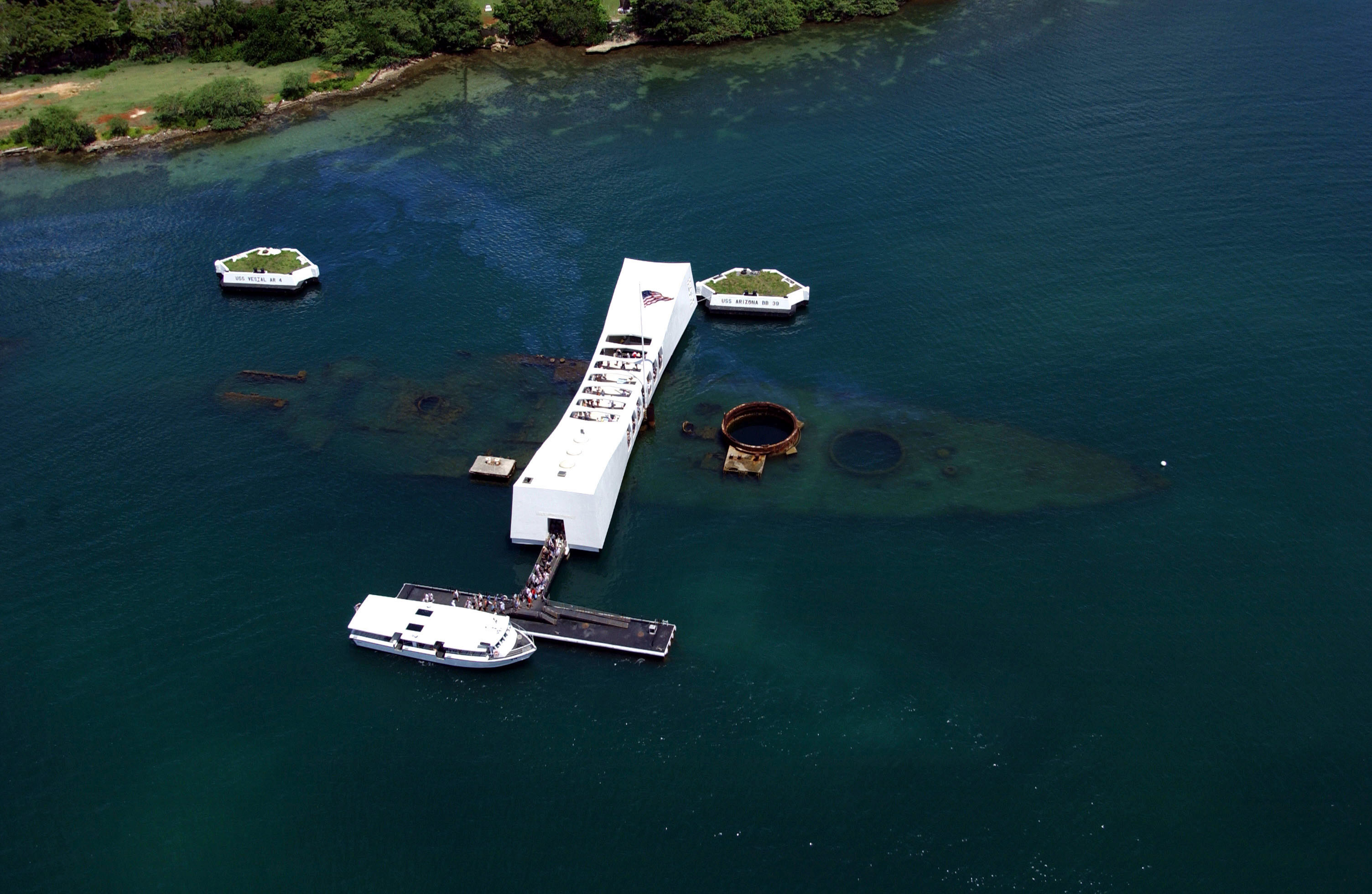
現在の「アリゾナ」の船体と博物館
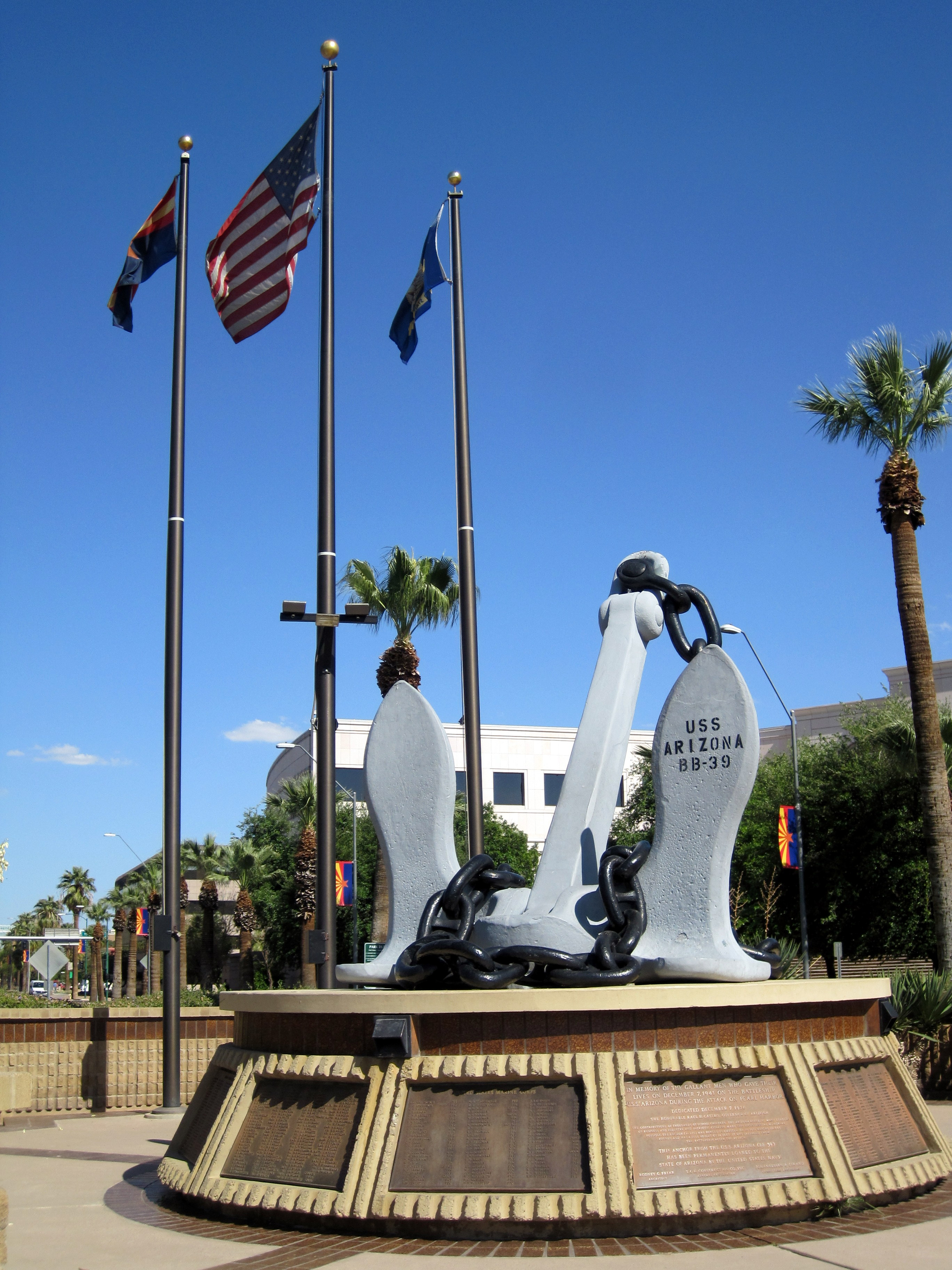
「アリゾナ」の錨

ペンシルベニア級2隻は1941年12月8日の日本海軍による真珠湾攻撃に遭遇した。「アリゾナ」は空母「加賀」飛行隊の航空爆撃により魚雷1本と爆弾5～8発が前方火薬庫に命中して爆沈し、現在も真珠湾の底に沈んでいる。一方、「ペンシルベニア」の被害は軽微で、5月には修理が終わった後は第二次世界大戦の初期をハワイからアメリカ西海岸の海域で活動した。1941年後半から1942年8月にかけて近接対空火器の強化が行われ、更に1942年10月から1943年2月の改装で新型の38口径12.7cm両用砲が装備された。改装後は、ほとんどを太平洋戦線で過ごした。アッツ島、アリューシャン諸島、多くの侵攻上陸作戦において艦砲射撃による支援を行っている。1944年10月25日にはスリガオ海峡海戦に参加、歴史上最後の主力艦による砲撃戦に加わった。1945年8月に魚雷の被害を受けて4本のスクリューのうち3本を破損し、修理を受けた。戦後、他の旧式戦艦と同じく原爆実験（クロスロード作戦）に供用され、その後海没処分となった。

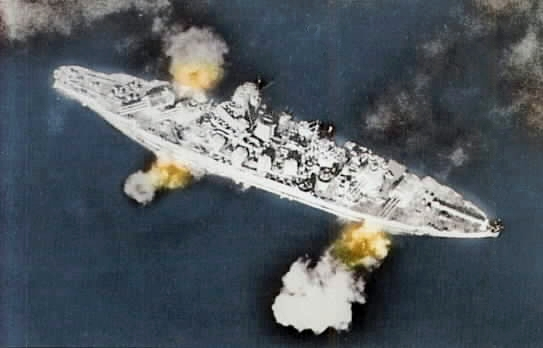
1944年にグアム島を艦砲射撃する「ペンシルベニア」
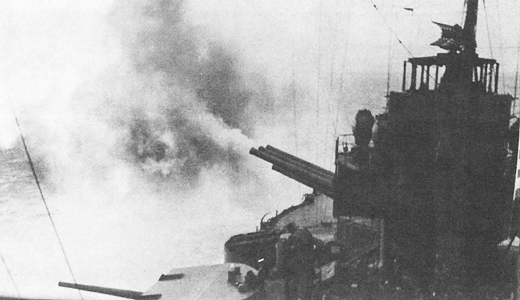
キスカ島を艦砲射撃する「ペンシルベニア」
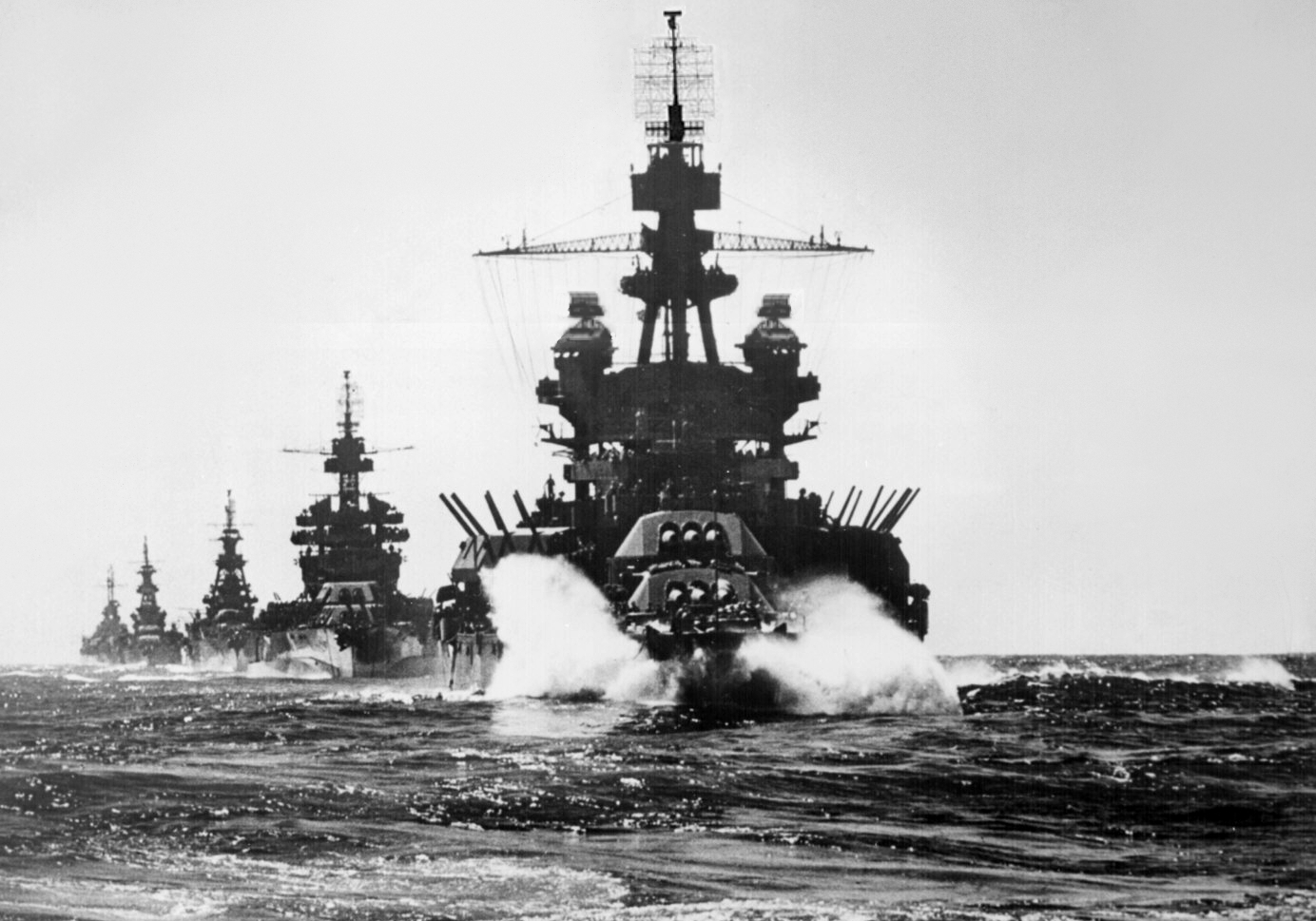
1945年1月にフィリピンのリンガエン湾を航行する1945年時の「ペンシルベニア」。後方の戦艦は「コロラド」。更に重巡洋艦「ルイヴィル」、「ポートランド」と軽巡洋艦「コロンビア」が後続している

## 同型艦
- ペンシルベニア（USS Pennsylvania, BB-38）
- アリゾナ（USS Arizona, BB-39）